# Orlovo Polje
Orlovo Polje (cyr. Орлово Поље) – wieś w Bośni i Hercegowinie, w Republice Serbskiej, w gminie Pelagićevo. W 2013 roku liczyła 61 mieszkańców.